# Federacja Anarchistyczna
Federacja Anarchistyczna (FA) – działająca na terenie Polski federacja grup anarchistycznych istniejąca od 1988 (początkowo jako Międzymiastówka Anarchistyczna).
W łonie Federacji Anarchistycznej działają osoby odwołujące się do różnych nurtów anarchizmu. Federacja Anarchistyczna dąży do „stworzenia samorządnego społeczeństwa, tworzonego na zasadzie dobrowolności”.
Nie posiada ciągłości organizacyjnej z przedwojenną Anarchistyczną Federacją Polski.

## Historia FA

### Międzymiastówka Anarchistyczna
Pod koniec maja 1988 Janusz Waluszko (RSA) oraz Krzysztof Galiński (WiP) wpadli na pomysł utworzenia Międzymiastówki Anarchistycznej (MA), czyli „sieci wymiany pozytywnej”. Opracowali oni odezwę wzywającą do stworzenia MA, w której przekonywali, że chociaż można walczyć z państwem w pojedynkę, lepiej robić to razem z innymi. W manifeście inauguracyjnym Międzymiastówki Anarchistycznej z czerwca 1988 można przeczytać:

Anarchię można rozumieć, jak nieskończoną możliwość spotkań indywidualnych. Można to rozumieć jako szereg postaw indywidualnych, ale też jako próbę nowego ułożenia życia społeczności, jako rzeczpospolitą przyjaciół. W związku z tym za Edwardem Abramowskim zapraszamy do zmowy powszechnej przeciwko państwu i za nim również stwierdzamy, że jedyny istotnie wartościowy składnik rozwoju to rozwój przyjaźni, tylko nim mierzy się wyższość rozwoju społecznego. [...] Poszczególne jednostki i ich grupy nie wychodzą z reguły poza własne getta. Zatrzymanie aktywności społecznej i umysłowej na tym poziomie prowadzi do samobójstwa tak w oczach ludzi, dla których stajemy się szaleńcami i prowokatorami, jak i w rzeczy samej – gdyż ulegamy depresjom i utopiom. Zamiast być spychanymi na coraz skrajniejsze pozycje, rozszerzmy margines naszego funkcjonowania w społeczeństwie. Ruch anarchistyczny nie powinien być jakąś organizacją posiadającą określoną strukturę i kierującą działaniem poszczególnych grup, lecz dążeniem ludzi do wyparcia państwa z wszelkich dziedzin życia społeczeństwa i jednostki oraz zastąpienia go przez dobrowolną współpracę tychże. [...] Gdańskie środowisko anarchistyczne inicjuje tę działalność przez utworzenie Międzymiastówki Anarchistycznej.

Formami integracji ruchu anarchistycznego, proponowanymi przez autorów powyższego manifestu, miały być: wspólne zloty i festiwale; wzajemna pomoc w organizowaniu widowisk teatralnych, teatrzyków lalkowych, koncertów rockowych, wieczorów poezji, kabaretów, recitali, wystaw, prelekcji, demonstracji i manifestacji, dyskusji, procesji, muzeów i seansów filmowych, pokazów, diaporam, happeningów; działalność wydawnicza; tworzenie bibliotek anarchistycznych.
Na przełomie lipca i sierpnia tego roku w nadmorskiej Białogórze odbył się tzw. Hyde Park organizowany przez śląski ruch Wolność i Pokój. Wzięli w nim udział przedstawiciele ruchu anarchistycznego z całej Polski, m.in.: Marek Kurzyniec, Grzegorz Kmita, Janusz Waluszko, Krzysztof Skiba. Pojawili się też członkowie Totartu z Gdańska oraz Waldemar Fydrych, twórca Pomarańczowej Alternatywy. Była to więc dobra okazja, by opowiedzieć ludziom o nowej inicjatywie. We wrześniu liczba współpracujących z MA wyniosła 500 osób. Zachęceni popularnością Międzymiastówki, jej założyciele postanowili zorganizować 30 października 1988 w Gdańsku pierwszy zjazd Międzymiastówki. Przybyło nań około stu anarchistów z Polski oraz uczestnicy ruchu anarchistycznego z Francji i ZSRR. Spotkanie odbywające się w domu jednego z członków RSA zostało przerwane przez milicję, która aresztowała cztery osoby. Pozostali udali się do kościoła św. Mikołaja w Gdańsku, gdzie dokończyli zjazd. Na początku 1989 ukazał się pierwszy (i zarazem ostatni) numer pisma MA „Pet w maśle”, który poprzedził wydawany później „Biuletyn Federacji MA” oraz „Biuletyn Informacyjny Federacji Anarchistycznej”.
W czerwcu 1989 w Dobrzeniu Wielkim odbył się II zjazd Międzymiastówki Anarchistycznej. W trakcie spotkania miano zastanawiać się nad kształtem organizacyjnym ruchu anarchistycznego. Organizatorzy zjazdu zaproponowali stworzenie federacji grup anarchistycznych. Chciano w ten sposób m.in. zapobiec chaosowi informacyjnemu wynikającemu z istnienia wielu różnych grup w ramach ruchu. Organizatorzy proponowali również przyjęcie wspólnej deklaracji ideowej, co ich zdaniem doprowadziłoby do konsolidacji środowiska. Większość zgromadzonych opowiedziała się za przekształceniem MA w bardziej sformalizowaną strukturę. Pojawiły się też głosy sprzeciwu. Przykładowo Zbigniew Sajnóg z Totartu wystosował list do zebranych, w którym proponował, by pozostać przy koncepcji Międzymiastówki jako luźnej sieci kontaktów między anarchistami. Ostatecznie doszło jednak do przekształcenia Międzymiastówki w Federację Międzymiastówki Anarchistycznej. Chociaż wciąż jeszcze dyskutowano nad słusznością stworzenia federacji, w kraju odbywały się w tym czasie różne akcje pod szyldem FMA.

### Federacja Anarchistyczna

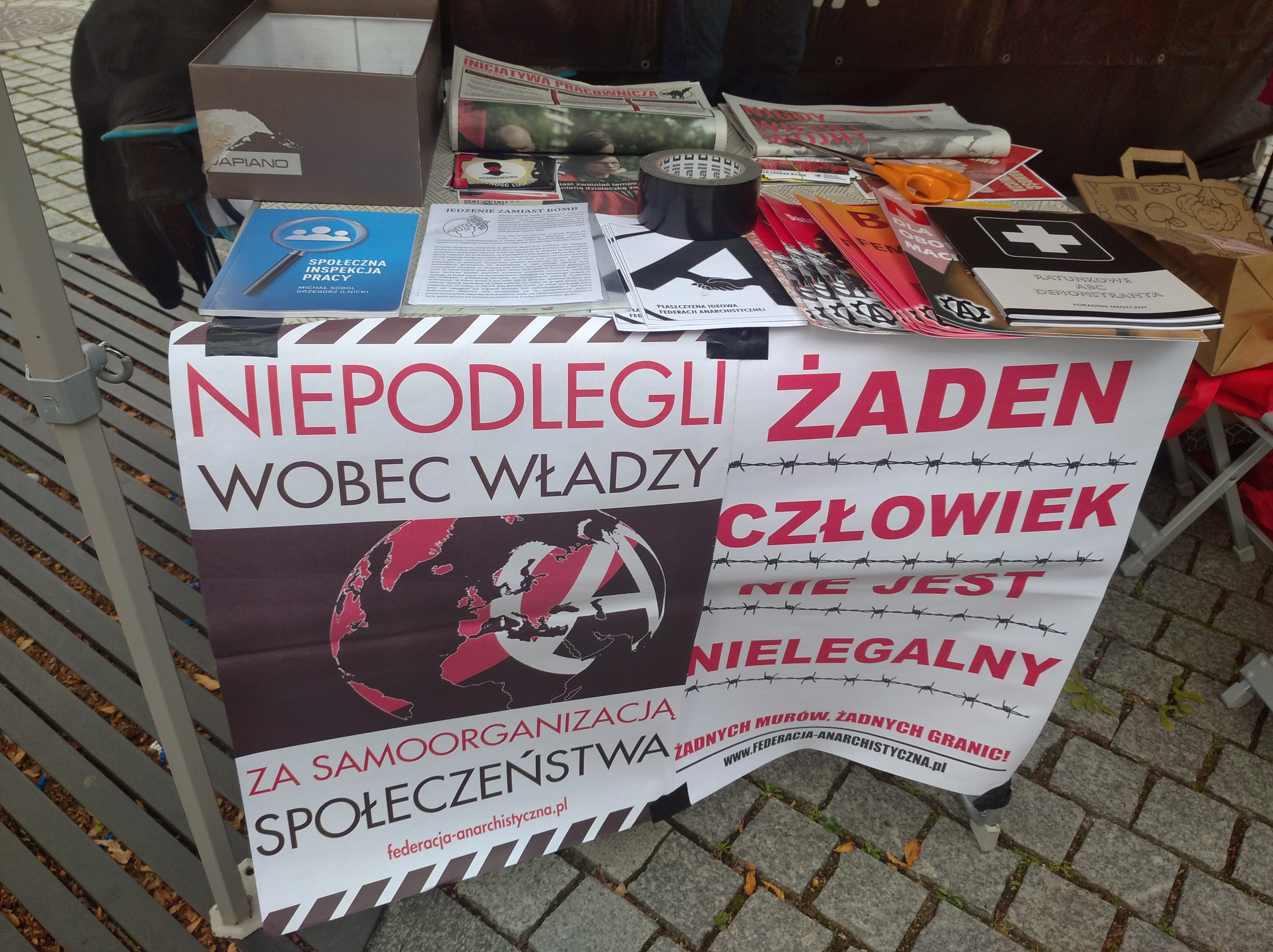
Stoisko FA na Pikniku Równosci w Zielonej Górze (2022).

W listopadzie 1989 odbył się w Warszawie kolejny zjazd, podczas którego zmieniono nazwę organizacji na „Federacja Anarchistyczna”, która używana jest po dziś dzień. W trakcie spotkania uchwalono też, że wszystkie decyzje, jeśli dotyczą Federacji jako całości, mogą być podejmowane tylko na zjazdach – w przypadku spraw wewnętrznych FA projekt przechodzi większością głosów, a w przypadku spraw „zewnętrznych”, czyli wszystkich inicjatyw skierowanych do ogółu społeczeństwa sygnowanych jako Federacja Anarchistyczna, uznaje się prawo weta.
Celem FA miało być dążenie do „stworzenia anarchistycznego tzn. wolnego i samorządnego społeczeństwa, w którym absolutna wolność (ograniczona tylko naturalną normą nieszkodzenia innym) połączona byłaby z brakiem wyzysku, sprawiedliwością społeczną i samorządową własnością środków produkcji. Ludzie swobodnie tworzyliby różnorodne samorządy, syndykaty, wspólnoty i anarchistyczne komuny tworzące ze sobą federacje na szczeblu regionalnym i krajowym”. Anarchiści potępili konsumpcjonizm, kapitalizm i bolszewicki komunizm. Protestowali przeciwko reprywatyzacji, wyprzedaży majątku narodowego, uwłaszczeniu nomenklatury, postępującemu rozwarstwieniu społecznemu, poddaniu Polski dyktatowi Międzynarodowego Funduszu Walutowego. Skrytykowali również poczynania rządu Tadeusza Mazowieckiego, uważając je za zdradę ideałów „Solidarności”, wyrażonych w anarchosyndykalistycznym – ich zdaniem – programie „Samorządnej Rzeczypospolitej”.

## Struktura FA
Federacja Anarchistyczna złożona jest z sekcji. „Sekcja FA to samorządna grupa ludzi, którzy zadeklarowali chęć wstąpienia do FA, stanowiąca jednostkę organizacyjną, podejmująca uchwały wewnątrz grupy, przyjęta na zjeździe FA do Federacji Anarchistycznej”. Grupa, która chciałaby przystąpić do FA, zgłasza taką chęć na najbliższym zjeździe. Każdej sekcji przysługuje prawo do jednego głosu. Decyzja o przyjęciu grupy może zostać podjęta tylko na zjeździe FA w drodze konsensusu z prawem weta. Każda grupa może na własne życzenie wystąpić z FA. Grupa może zostać też wykluczona z Federacji na wniosek jednej z sekcji na zjeździe FA – decyzja w tej sprawie podejmowana jest w drodze konsensusu z prawem weta.
Działa także Biuro Informacyjne Federacji Anarchistycznej. Za jego pośrednictwem, w okresie między zjazdami, podejmowane są decyzje dotyczące bieżących spraw zewnętrznych. Biuro koordynuje przepływ informacji między sekcjami, działa jako łącznik między sekcjami, aktualizuje listę kontaktową wszystkich sekcji, przyjmuje uchwały.
Grupy wchodzące w skład Federacji cieszą się dużą autonomią. Sekcje muszą jednak zgadzać się z założeniami ideowymi Federacji, która „zrzesza osoby, których celem jest obalenie hierarchicznego porządku społecznego, zaprzeczającego idei wolności i demokracji”, i która dąży do „stworzenia samorządnego społeczeństwa, tworzonego na zasadzie dobrowolności”. Na konkretnej sekcji spoczywa obowiązek organizacji zjazdu FA, a wszystkie grupy należące do Federacji są zobowiązane brać w nim udział. Podmioty zobowiązujące się do wykonania zadań na rzecz Federacji muszą podczas najbliższego zjazdu przedstawić sprawozdanie ze swoich prac związanych z wykonaniem tych zadań. Jeśli nie mogą uczestniczyć w kolejnym zjeździe, zobowiązane są do przedstawienia sprawozdania pisemnego.

### Sekcje
Na przełomie XX i XXI wieku do FA należało kilkanaście sekcji z całego kraju, m.in. z Gdańska, Krakowa, Warszawy, Poznania, Wrocławia, Kielc, Łodzi, Lublina, Sochaczewa, Słupska i Koszalina. W latach 1989–1998 w Federacji Anarchistycznej działała także, bliska libertarianizmowi, katowicka grupa „An Arche”.
Obecnie Federacja Anarchistyczna składa się z następujących sekcji:
- FA Czestochowa – Autonomiczna Grupa Anarchistyczna
- FA Kraków,
- FA Łódź – Czarny Sztandar,
- FA Poznań,
- FA Rzeszów,
- FA Śląsk,
- FA Wrocław

oraz „kontaktów” (mniejszych grup, mających docelowo stać się sekcjami):
- FA Bydgoszcz,
- FA Gniezno,
- FA Konin,
- FA Leszno,
- FA Lublin,
- FA Nowy Sącz,
- FA Ostrów Wielkopolski,
- FA Szczecin,
- FA Zielona Góra

Obecnie Federacja Anarchistyczna nie działa w Warszawie, odkąd tamtejsza sekcja ogłosiła, że odchodzi z Federacji w październiku 2021.

### Zjazdy
Zjazdy są ważnym elementem funkcjonowania Federacji Anarchistycznej i „najistotniejszym przejawem działalności struktur anarchistycznych na forum ogólnokrajowym”. Zjazdy zazwyczaj kończyły się wydaniem rezolucji. Podczas obrad VIII zjazdu FA, który odbył się w czerwcu 1992 w Warszawie, uchwalona została deklaracja ideowa Federacji Anarchistycznej o nazwie „Płaszczyzna Większościowa”; Do tej pory (listopad 2010) odbyło się trzydzieści siedem zjazdów:
- I – 30 października 1988 w Gdańsku (MA),
- II – 17-18 czerwca 1989 w Dobrzeniu Wlk. k. Opola (FMA),
- III – 11-12 listopada 1989 w Warszawie (FA),
- IV – 15-16 czerwca 1990 w Tychach,
- V – 24-25 listopada 1990 w Gdańsku,
- VI – 22-23 czerwca 1991 w Krakowie,
- VII – 20-22 grudnia 1991 w Rzeszowie,
- VIII – 19-21 czerwca 1992 w Warszawie,
- IX – 27-29 listopada 1992 w Mysłowicach,
- X – 10-13 czerwca 1993 w Łodzi,
- XI – 29 października 1994 w Krakowie,
- XII – 15-17 czerwca 1995 w Ciechanowcu,
- XIII – 28-29 października 1995 w Krakowie,
- XIV – 11-12 maja 1996 w Słupsku,
- XV – 26-27 listopada 1996 w Poznaniu,
- XVI – 24-25 maja 1997 w Ochodzach k. Opola,
- XVII – 7-9 listopada 1997 w Częstochowie,
- XVIII – 26-27 czerwca 1998 w Podkowie Leśnej k. Warszawy,
- XIX – 28-29 listopada 1998 w Gdańsku,
- XX – 18-19 listopada 1999 w Poznaniu,
- XXI – w 2000 w Krakowie,
- XXII – jesienią 2000 w Toruniu,
- XXIII – 26-27 maja 2001 w Łodzi,
- XXIV – 1-4 listopada 2001 we Wrocławiu,
- XXV – 1-3 maja 2002 w Słupsku/Ustce,
- XXVI – 9-10 listopada 2002 w Krakowie,
- XXVII – 10-12 listopada 2003 w Poznaniu,
- XXVIII – 26-28 listopada 2004 w Częstochowie,
- XXIX – 19-20 marca 2005 w Warszawie,
- roboczy – 25 maja 2005 w Warszawie,
- XXX – 16-18 września 2005 w Białymstoku,
- XXXI – 25-26 kwietnia 2006 w Łodzi,
- XXXII – 17-18 lutego 2007 w Szczecinie,
- XXXIII – 27-28 października 2007 w Krakowie,
- XXXIV – 16-17 lutego 2008 w Częstochowie,
- XXXV – 15-17 sierpnia 2008 w Beskidach,
- XXXVI – 17-18 stycznia 2009 w Gliwicach,
- XXXVII – 6 lutego 2010 w Poznaniu.

## Działalność FA

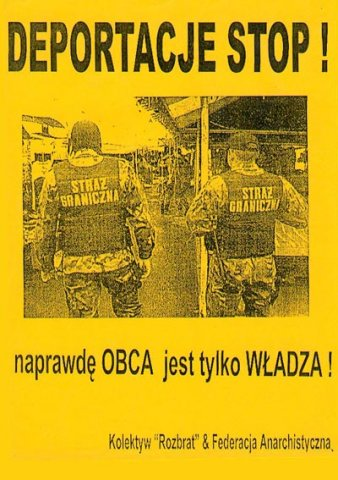
„Deportacje stop!”.

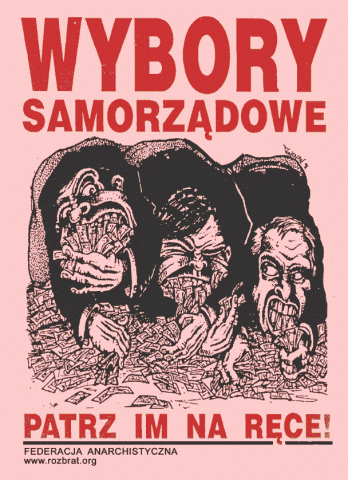
„Patrz im na ręce!”.

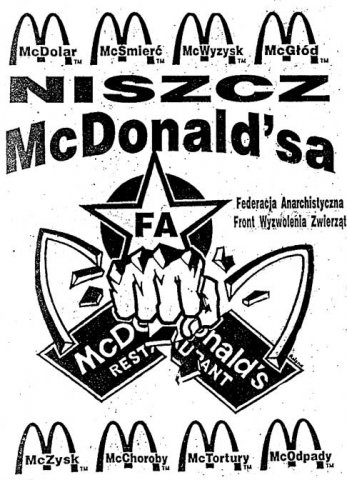
„Niszcz McDonald’sa”.

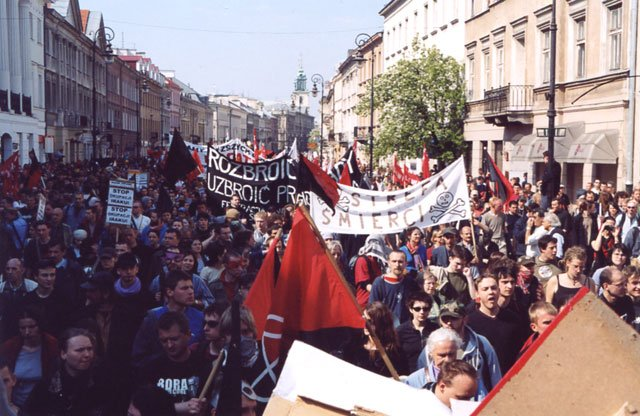
Demonstracja przeciwko Europejskiemu Forum Ekonomicznemu w Warszawie w 2004 roku. Wśród demonstrantów również anarchiści.

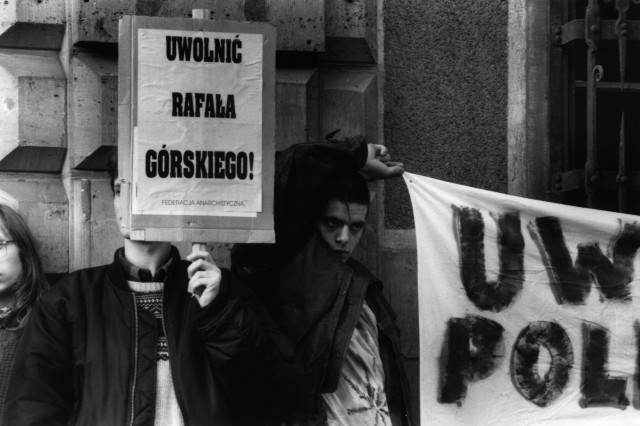
Pikieta na rzecz uwolnienia krakowskiego anarchisty Rafała Górskiego (1995).

Można wyodrębnić dwa rodzaje działalności anarchistów:
- akcje bezpośrednie – demonstracje, pikiety, happeningi itd.;
- działalność wydawniczą.

Anarchiści są zainteresowani zarówno sprawami wewnątrzkrajowymi (organizują akcje antypaństwowe, antyrządowe, proekologiczne, antyfaszystowskie, antywojskowe i na rzecz pracowników) jak i międzynarodowymi (protestują przeciwko działaniom poszczególnych państw i organizacji międzynarodowych, krytykują globalizację). Należy zwrócić w tym miejscu uwagę, że główne dziedziny anarchistycznej aktywności na przestrzeni wieku niewiele się zmieniły. Od zawsze w działalności anarchistów szczególne znaczenie miały np.: agitacja antywyborcza, antymilitaryzm i pacyfizm, komunalizm (próba życia we wspólnocie), aktywność na rzecz „wolnej edukacji”.
Podobnie jak za czasów Pierre-Joseph Proudhona, Michaiła Bakunina i Piotra Kropotkina współcześni anarchiści również prowadzą akcje antyparlamentarne i bojkotują wybory. Najczęściej przybiera to formę wieców, akcji plakatowych i ulotkowych. Na plakatach i ulotkach antywyborczych znaleźć można było hasła takiej treści: „Rodacy! A teraz mamy was w dupie! Z pozdrowieniami od nowo wybranych posłów i senatorów RP”, „Gdyby wybory coś zmieniały, już dawno byłyby nielegalne. Nie głosuj! Swój głos zachowaj dla siebie”, „Demokracja bezpośrednia – TAK! Demokracja przedstawicielska – NIE!”, „Nie głosuj na nikogo! Włącz swój mózg i nie pozwól by system myślał za Ciebie!”, „Każda władza opiera się na Twojej bierności i strachu. Nie głosuj na nikogo !! !”. Wraz z upowszechnieniem dostępu do Internetu anarchiści zaczęli prowadzić antywyborczą propagandę również za jego pośrednictwem. Wyrazem tego jest chociażby strona założona przez członków Federacji Anarchistycznej, gdzie czytamy m.in.: „Całą prawdę o głosowaniu da się streścić w jednym zdaniu: głosując, oddajesz innym władzę nad samym sobą. Wybierając jednego bądź wielu panów, niezależnie czy na krótko czy na długo, rezygnujesz z własnej wolności”.
Anarchiści z FA brali udział w demonstracjach pierwszomajowych, organizowali akcje antypodatkowe. Na początku lat dziewięćdziesiątych w kilku miastach Polski protestowali przeciwko wprowadzeniu religii do szkół, przed Sejmem prowadzili zaś akcje przeciwko uchwaleniu ustawy antyaborcyjnej. W ostatnich latach działacze FA, w ramach kampanii „Mieszkanie Prawem NIE Towarem”, występują w obronie lokatorów, uczestnicząc np. w blokadach eksmisji.
Anarchiści protestują nie tylko przeciwko nadużyciom władz na szczeblu krajowym, ale też lokalnym. Przykładowo krakowscy aktywiści organizowali w latach 1993–2002 (oprócz roku 1994) tzw. „Akcję Bankiet”, będącą wyrazem sprzeciwu wobec władz miasta, które – zdaniem anarchistów – pod pozorem pomocy najuboższym bawią się na balu karnawałowym na koszt podatników: „Precz z balem obłudy! 25 stycznia 1997 roku będziemy świadkami kolejnego balu charytatywnego Prezydenta Miasta Krakowa z udziałem licznych biznesmenów, polityków, bankierów i innych przedstawicieli »wyższych sfer«. Uczestnicy tej napuszonej imprezy będą pozowali na wielkich przyjaciół ludu. W rzeczywistości są to ludzie, którzy żyją z przymusowych podatków, oszukiwania pracowników, korupcji i podporządkowywania wszystkiego i wszystkich swoim prywatnym interesom. Jałmużna podarowana przez bogatych snobów nie zrekompensuje strat, jakie poniosło społeczeństwo w wyniku ich działalności”.
Anarchiści organizują akcje wymierzone w korporacje (np. pikiety przed lokalami restauracji McDonald’s) i rządy innych państw (np. Stanów Zjednoczonych w związku z interwencją wojskową w Afganistanie i Iraku, a także Rosji, która od końca 1994 toczy wojnę w Czeczenii). Federacja Anarchistyczna protestowała też przeciwko szczytom grupy G8 (np. w Genui), Europejskiemu Forum Ekonomicznemu w Warszawie, NATO, instalacji w Polsce tzw. tarczy antyrakietowej, szczytowi klimatycznemu Organizacji Narodów Zjednoczonych w Poznaniu w 2008. Anarchiści z FA uczestniczą także w akcjach o nazwie „Jedzenie Zamiast Bomb”.

### Antyfaszyzm
Członkowie Federacji Anarchistycznej uczestniczą w ruchu antyfaszystowskim. W jego ramach organizują m.in. demonstracje i kontrdemonstracje. Na początku lat dziewięćdziesiątych XX wieku Federacja współtworzyła Radykalną Akcję Antyfaszystowską (RAAF), która miała być porozumieniem osób chcących skutecznie bronić się przed atakami osób określanych mianem faszystów. Anarchiści zwracali jednak uwagę, że działalność grup antyfaszystowskich nie rozwiąże problemów, które są przyczyną popularności haseł rasistowskich i nacjonalistycznych. Marek Kurzyniec, członek FA Kraków, argumentował, że: „dezorientacja, brak rewolucyjnej alternatywy i kryzys społeczny – to podglebie narodzin zachowań »parafaszystowskich«. To jest przyczyna zła. Skini i »reżimowa retoryka«, to tylko efekt tych zjawisk. Chcąc być skutecznym trzeba bić się u źródła, czyli walczyć o poparcie i świadomość tych środowisk, bez których ideologia faszystowska nigdy by się nie rozwinęła. Radykalne, klasowe związki zawodowe, bez balastu skostniałych struktur związkowych, oto jedyny skuteczny środek walki z recydywą nazizmu”.

### Squatting
Kolejnym istotnym przejawem aktywności środowiska anarchistycznego jest tzw. squatting (od ang. squat – usiąść, przycupnąć, kucać, mieszkać na dziko), czyli zajmowanie opuszczonych budynków i adaptowanie ich na mieszkania, centra kultury, biblioteki itd. Na uwagę zasługuje poznański squat Rozbrat, który istnieje od 1994, a od 1997 jest siedzibą poznańskiej sekcji Federacji Anarchistycznej. Działa w nim biblioteka anarchistyczna, odbywają się spotkania FA oraz liczne wydarzenia kulturalne.

### Działalność wydawnicza
Środowisko anarchistyczne prowadzi również działalność wydawniczą. W latach dziewięćdziesiątych pojawiły się takie czasopisma jak: „Lokomotywa Bez Nóg”, „Anarcholl”, „Rebeliant Poranny”, „Rewolta”, „Fraternite”, „Lagazeta”. Istotne znaczenie miały: „Mać Pariadka” (ukazywała się do 2005), „Gazeta An Arche” (ukazywała się do 2000, mniej więcej raz na miesiąc, rozsyłana była pocztą bezpośrednio do odbiorców w całej Polsce), „Inny Świat” (ukazuje się do dzisiaj). W latach 1999–2004 wydawana była gazeta „A-tak”, która została wznowiona w 2015
Zarówno „Inny Świat” jak i „Przegląd Anarchistyczny” wydawane są przez anarchistyczną Oficynę Wydawniczą Bractwa „Trojka”, która związana jest z poznańską sekcją Federacji Anarchistycznej i squatem Rozbrat. Historia Oficyny Bractwa „Trojka” sięga 1994, która powstała by popularyzować myśl anarchistyczną. „Trojka” wydawała początkowo niewielkie broszury, natomiast obecnie prowadzi dystrybucję publikacji własnych oraz innych wydawnictw. Wśród publikacji „Trojki” znajdują się zarówno dzieła klasyków anarchizmu jak i książki napisane przez współczesnych autorów.